# 乳根穴
乳根穴是属于足陽明胃經的腧穴。

## 定位
第5肋间隙，距前正中线4寸。

## 主治
咳喘、胸痛、呃逆等。

## 操作
沿肋間隙向外斜刺0.5～0.8寸，直刺0.4寸；可灸。